# ヤクシン運輸
株式会社ヤクシン運輸（やくしんうんゆ）は、大分県大分市に本社を置く運送業者。ヤクシングループの母体となった企業。

## 概要
九州に自社の物流拠点・事業所を有している。
グループ企業にアートコーポレーションのフランチャイズでアート引越センター大分株式会社がある。
。

## 沿革
- 1956年（昭和31年）– 薬眞寺柳三により大分県臼杵市野津町にて野津運送店（現・野津運送株式会社）を開業。
- 1970年（昭和45年）12月 - 大分市に有限会社ヤクシン運輸[4]を設立。
- 1981年（昭和56年）- 柳三がアート引越センター（現・アートコーポレーション）社長の寺田千代乃とフランチャイズの契約交渉を始めたが、同年、柳三が亡くなったため、息子の薬眞寺克尚がフランチャイズ契約を交わした。
- 1981年（昭和56年）12月 - 大分市にアート引越センター大分株式会社設立、アートコーポレーションのFC1号店としてスタート。
- 1982年（昭和57年）7月 - 大分市に有限会社アート運輸を設立。
- 1995年（昭和60年）- 昭和60年迄に運送会社３社を買収し、西日本運輸グループと称す。
- 1993年（平成5年）5月 – 運送会社３社を合併後、株式会社ヤクシン運輸へ社名（商号）変更。ヤクシン運輸熊本営業所、ヤクシン運輸鹿児島営業所、ヤクシン運輸福岡営業所を開設。ヤクシングループと称す。

## 営業所

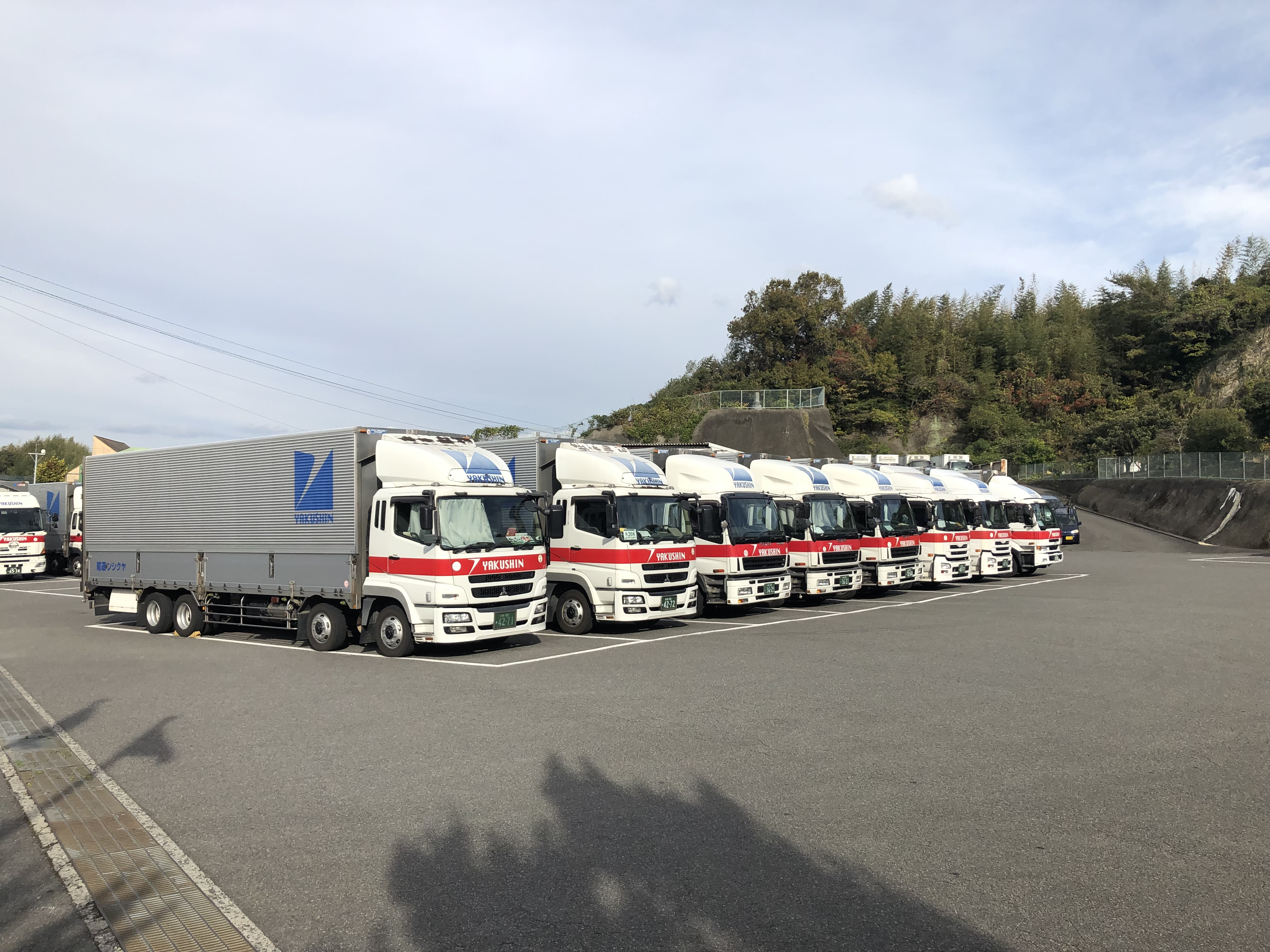
大分営業所

### ヤクシン運輸
- 大分県
  - 大分営業所、大分南営業所、中津営業所
- 福岡県
  - 福岡営業所
- 熊本県
  - 熊本営業所、熊本流通団地営業所
- 鹿児島県
  - 鹿児島営業所、国分営業所
- 宮崎県
  - 宮崎営業所、都城営業所

### アート引越センター大分
- 大分県
  - 大分営業所
- 熊本県
  - 熊本営業所
- 鹿児島県
  - 鹿児島営業所、国分デポ
- 宮崎県
  - 宮崎営業所